# Liste der diplomatischen Vertretungen in Irland

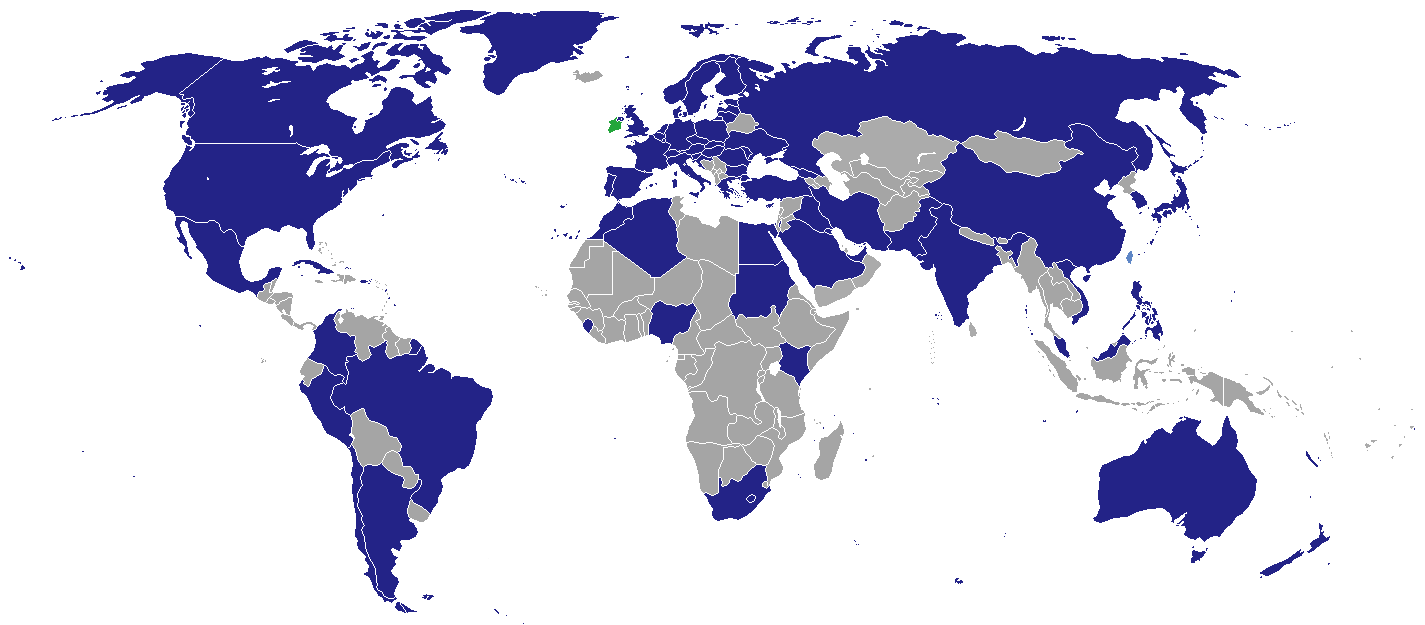
Staaten mit einer Botschaft in Irland

Die Liste der diplomatischen Vertretungen in Irland führt Botschaften auf, die in der Republik Irland eingerichtet sind.

## Botschaften in Dublin
In Irlands Hauptstadt Dublin sind 62 Botschaften eingerichtet (Stand 2019).

### Staaten
| - Ägypten: Botschaft - Argentinien: Botschaft - Äthiopien: Botschaft - Australien: Botschaft - Belgien: Botschaft - Brasilien: Botschaft - Bulgarien: Botschaft - Chile: Botschaft - Dänemark: Botschaft - Deutschland: Botschaft - Estland: Botschaft - Finnland: Botschaft - Frankreich: Botschaft - Georgien: Botschaft - Griechenland: Botschaft - Indien: Botschaft - Iran: Botschaft - Israel: Botschaft - Italien: Botschaft - Japan: Botschaft - Kanada: Botschaft - Kenia: Botschaft - Kroatien: Botschaft - Kuba: Botschaft - Lesotho: Botschaft - Lettland: Botschaft - Litauen: Botschaft - Malaysia: Botschaft |  | - Malta: Botschaft - Marokko: Botschaft - Mexiko: Botschaft - Moldau: Botschaft - Niederlande: Botschaft - Nigeria: Botschaft - Norwegen: Botschaft - Österreich: Botschaft - Pakistan: Botschaft - Peru: Botschaft - Polen: Botschaft - Portugal: Botschaft - Rumänien: Botschaft - Russland: Botschaft - Saudi-Arabien: Botschaft - Schweiz: Botschaft - Slowakei: Botschaft - Spanien: Botschaft - Südafrika: Botschaft - Südkorea: Botschaft - Tschechien: Botschaft - Türkei: Botschaft - Ukraine: Botschaft - Ungarn: Botschaft - Vereinigte Arabische Emirate: Botschaft - Vereinigtes Königreich: Botschaft - Vereinigte Staaten: Botschaft - Volksrepublik China: Botschaft - Zypern: Botschaft |

### Vertretungen Internationaler Organisationen
- Heiliger Stuhl, Botschaft
- Palästina, Vertretung
- Taiwan, Vertretung